# Le Val d'Ocre
Le Val d'Ocre is een gemeente in het Franse departement Yonne (regio Bourgogne-Franche-Comté). De plaats maakt deel uit van het arrondissement Auxerre. Le Val d'Ocre is op 1 januari 2016 ontstaan door de fusie van de gemeenten Saint-Aubin-Château-Neuf en Saint-Martin-sur-Ocre (Yonne).